# 小沢一郎政治塾
小沢一郎政治塾（おざわいちろうせいじじゅく）は、2001年（平成13年）、自由党（当時）が各界各層の指導者育成を目的に設立した塾。塾長は小沢一郎。

## 概要
自由党の機関として設立された。「平成の松下村塾」を標榜し、「政治塾」と称しているが政治家養成のみならず、各界の指導者育成にも力を入れている。2003年からは、民主党との合併により政治塾は党の機関から小沢の私塾として存続している。
民主党の国政選挙候補者に塾卒業生の擁立が相次ぎ、松下政経塾と並ぶ政治家の育成学校となっている。なお松下政経塾は塾生に年240万円以上の支給（2年目以降は別途100万円の支給）を行っているが、政治塾では塾生への現金支給を行っていない。このことにより、小沢塾出身者は、野武士集団・雑草集団とも言われる。
2023年2月、小沢は約22年続けた「小沢一郎政治塾」の活動を休止すると発表した。塾関係者は休止の理由について「事務局体制刷新のため」と説明している。

## 主な出身者

### 衆議院議員
現職
- 西川将人 - 6期生（比例北海道ブロック選出、元北海道旭川市長、立憲民主党）

元職
- 相原史乃 - 1期生（比例南関東ブロック選出）
- 東郷哲也 - 1期生（比例東海ブロック選出、元名古屋市議会議員、自由民主党）
- 大谷啓 - 2期生（大阪15区選出、旧自由党）
- 坂口岳洋 - 4期生（山梨2区選出、旧民進党）
- 大山昌宏 - 6期生（比例東海ブロック選出）
- 小林正枝 - 7期生（比例東海ブロック選出、旧自由党）
- 中野渡詔子 - 7期生（比例東北ブロック選出、無所属）

### 参議院議員
元職
- 平山幸司 - 3期生（青森県選挙区選出、旧自由党）

### 地方首長
現職
- 大久保潔重 - 1期生（長崎県諫早市、元長崎県選挙区参議院議員、元長崎県議会議員、無所属）
- 柴橋正直 - 3期生（岐阜県岐阜市、元岐阜1区選出衆議院議員、無所属）
- 橋本博明 - 5期生（広島県安芸太田町、元広島3区選出衆議院議員、無所属）

### 地方議員
現職
- 2期生 - 岩隈千尋（川崎市議会議員、立憲民主党）
- 4期生 - 井上航（埼玉県議会議員、元和光市議会議員、無所属）、神山玄太（甲府市議会議員、無所属）、藤崎輝樹（佐賀県議会議員、元大和町議会議員、立憲民主党）、長瀬達也（板橋区議会議員、自由民主党）
- 5期生 - 檜山隆（中野区議会議員、立憲民主党）、栄居学（神奈川県議会議員、立憲民主党）
- 6期生 - 水上美華（札幌市議会議員、元北見市議会議員、立憲民主党）、佐藤知一（神奈川県議会議員、元厚木市議会議員 副議長、無所属）、塚本つよし（名古屋市会議員、立憲民主党）
- 12期生 - 菅野博典（岩手県議会議員、立憲民主党）、小野卓也（北見市議会議員、無所属）
- 13期生 - 内山航（新潟市議会議員、自由民主党）、山本敬晃（八代市議会議員、立憲民主党）、中村仁飛（大村市議会議員、無所属）

元職
- 4期生 - 米田英教（東大阪市議会議員）

### 民間人
- 4期生 - 金子哲雄(流通ジャーナリスト)[3]。
- 小島利恵（由井寅子が率いるホメオパシーセンターの新潟上越代表、心理カウンセラー[4]、反ワクチン活動家[5]）

### 同様の組織
- 一新塾
- 大隈塾
- 新生党学生塾
- 自由民主党中央政治大学院
- 松下村塾
- 『発言者』塾
- 表現者塾
- 松下政経塾